# Minettia filia
Minettia filia är en tvåvingeart som först beskrevs av Becker 1895.  Minettia filia ingår i släktet Minettia, och familjen lövflugor. Inga underarter finns listade i Catalogue of Life.
Enligt Dyntaxa har arten ej påträffats i Sverige,  men enligt en 2013 publicerad rapport 
fångades en hane i juni 2011 nära Umeå. Dessutom har en genomgång av fyndmaterial från svenska Malaisefälleprojektet påvisat tidigare fynd från Värmland och Östergötland. I övriga Europa är den sällsynt. Den har relativt nyligen påträffats i Tyskland och i Norge.